# Maasdamer

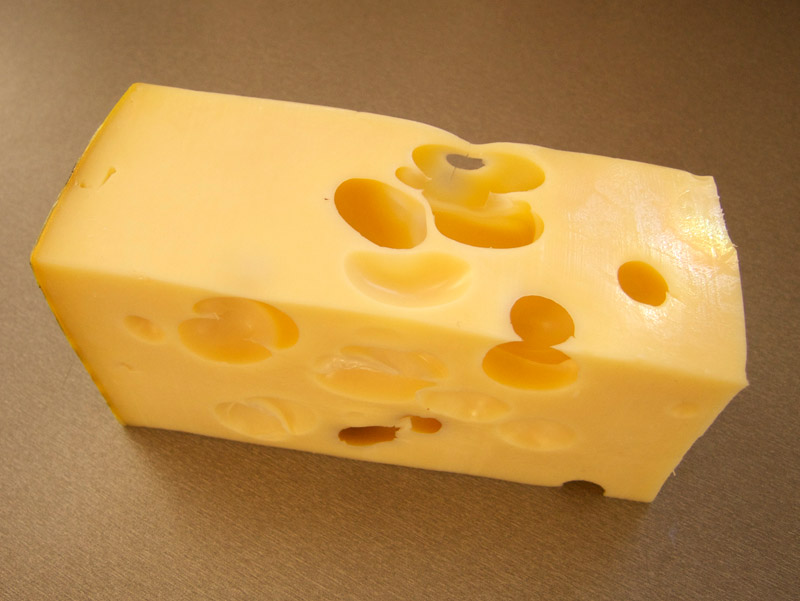
Maasdamer

Maasdamer  (niederl. Schreibung: Maasdammer) ist eine niederländische Schnittkäsesorte aus Kuhmilch mit 45 % Fett in Trockenmasse.

## Geschichte
Der Name Maasdamer bezieht sich auf die ehemals selbstständige Gemeinde Maasdam, seit 2019 Teil der Gemeinde Hoeksche Waard. Er wurde Ende der 1970er als Neuentwicklung als die Kombination von Eigenschaften der Käsesorten Gouda und Emmentaler auf den Markt gebracht, da die neue Käsesorte keiner der bis dahin verbreiteten Käsearten zugeordnet werden konnte. Eine markenrechtlich geschützte Sorte des Maasdamers ist der Leerdammer. Der Verkaufserfolg des Maasdamers führte dazu, dass er heute an zweiter Stelle des niederländischen Käseexports steht. Er wird vor allem in Deutschland, Österreich und Frankreich durch andere Molkereien produziert.

## Eigenschaften
Die Herstellung entspricht weitestgehend der des Gouda, wobei andere Säurewecker zum Einsatz kommen. Nach der Portionierung des Bruchs schließt sich eine sechswöchige Reifephase an. In dieser nimmt er an Volumen zu und bildet die sortentypischen Löcher von zwei bis drei Zentimeter Durchmesser. Diese sollen genauso wie der Teig glänzend und natürlich strohfarben sein. Der Geschmack wird als nussartig, leicht süßlich definiert, wobei fruchtige Noten als Hintergrund zugelassen sind. Im Gegensatz zu Gouda und Emmentaler hat er einen wesentlich geringeren Salzanteil, welcher durch die mildere Behandlung während der Reifephase begründet wird. Die Laibe sind flachzylindrisch mit einem Durchmesser von ca. 30 cm. Das Gewicht beträgt 6 bis 12 Kilogramm. Nach der Reifephase haben die Laibe eine helle glatte Rinde. Diese wird zum Schutz mit einem sortentypisch gelben Paraffin- oder einem Plastiküberzug geschützt.

## Varianten
- Leerdammer – Marke der Firma Fromageries Bel
- Ammerländer Maasdamer – Marke der Molkerei Ammerland